# Ulrica Hydman Vallien

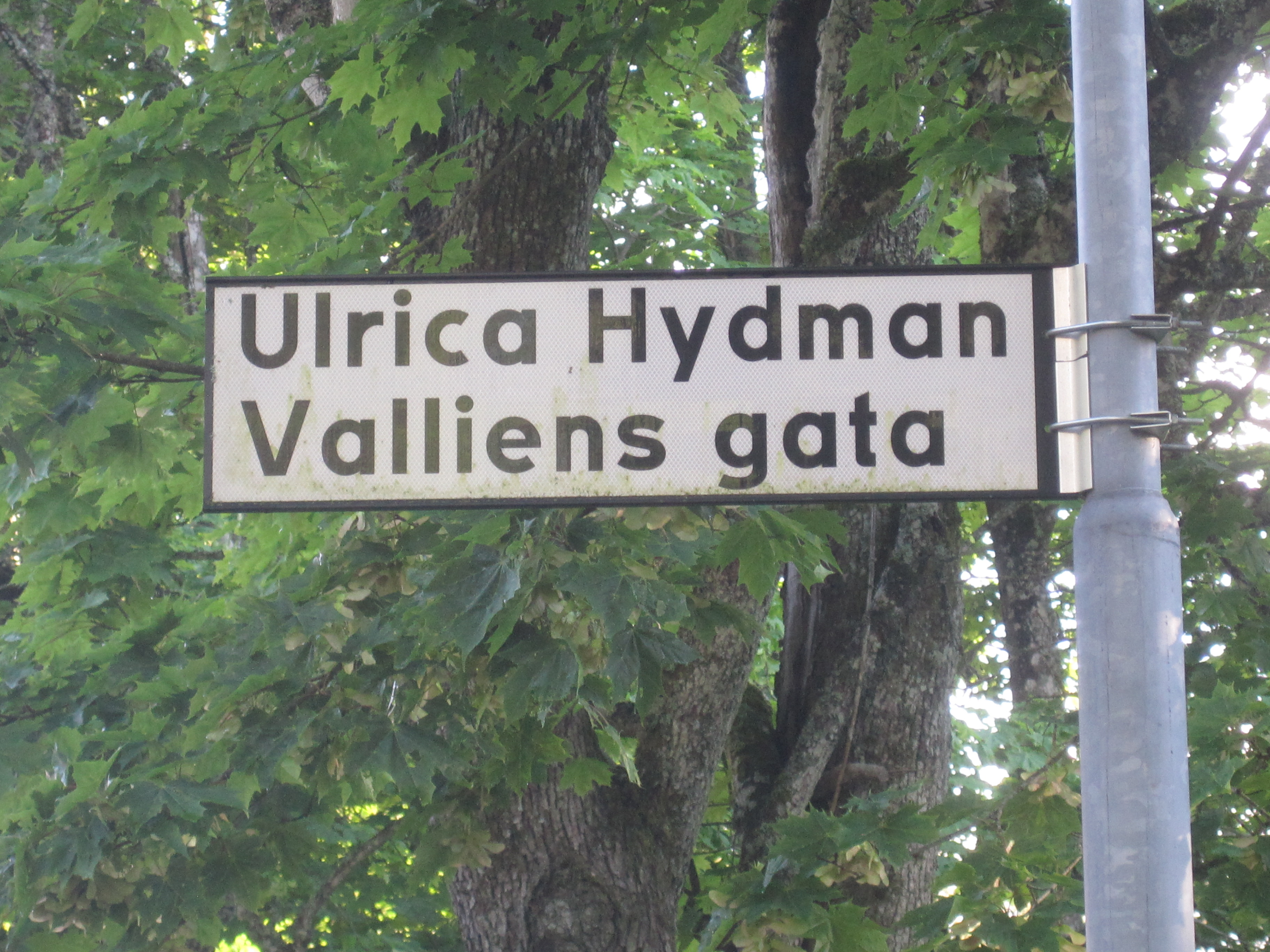
Ulrica Hydman Vallien har fått en gata uppkallad över sig invid glasbruket i Åfors.

Ulrica Margareta Hydman Vallien, ursprungligen Ulla Margareta Hydman, född 24 mars 1938 i Stockholm, död 21 mars 2018 i Eriksmåla i Algutsboda distrikt, var en svensk formgivare, glaskonstnär, keramiker och målare. Hon blev känd för sina slingrande ormar, tulpaner och vargar.

## Biografi

### Tidiga år
Ulrica Hydman gick på Konstfack 1958–1962 i Stockholm med inriktning på keramik och glas. Hennes lärare där var bland andra Stig Lindberg. På Konstfack träffade hon Bertil Vallien som hon gifte sig med i september 1963. Under sin studietid gjorde hon studieresor till Nederländerna, Belgien och Spanien, och efter avslutad utbildning gjorde paret Vallien 1961–1963 studieresor till Mexiko och USA, där båda arbetade med keramik. Han erbjöds senare anställning som konstnär och designer på Åfors glasbruk och makarna bosatte sig där.

### Liv och verk

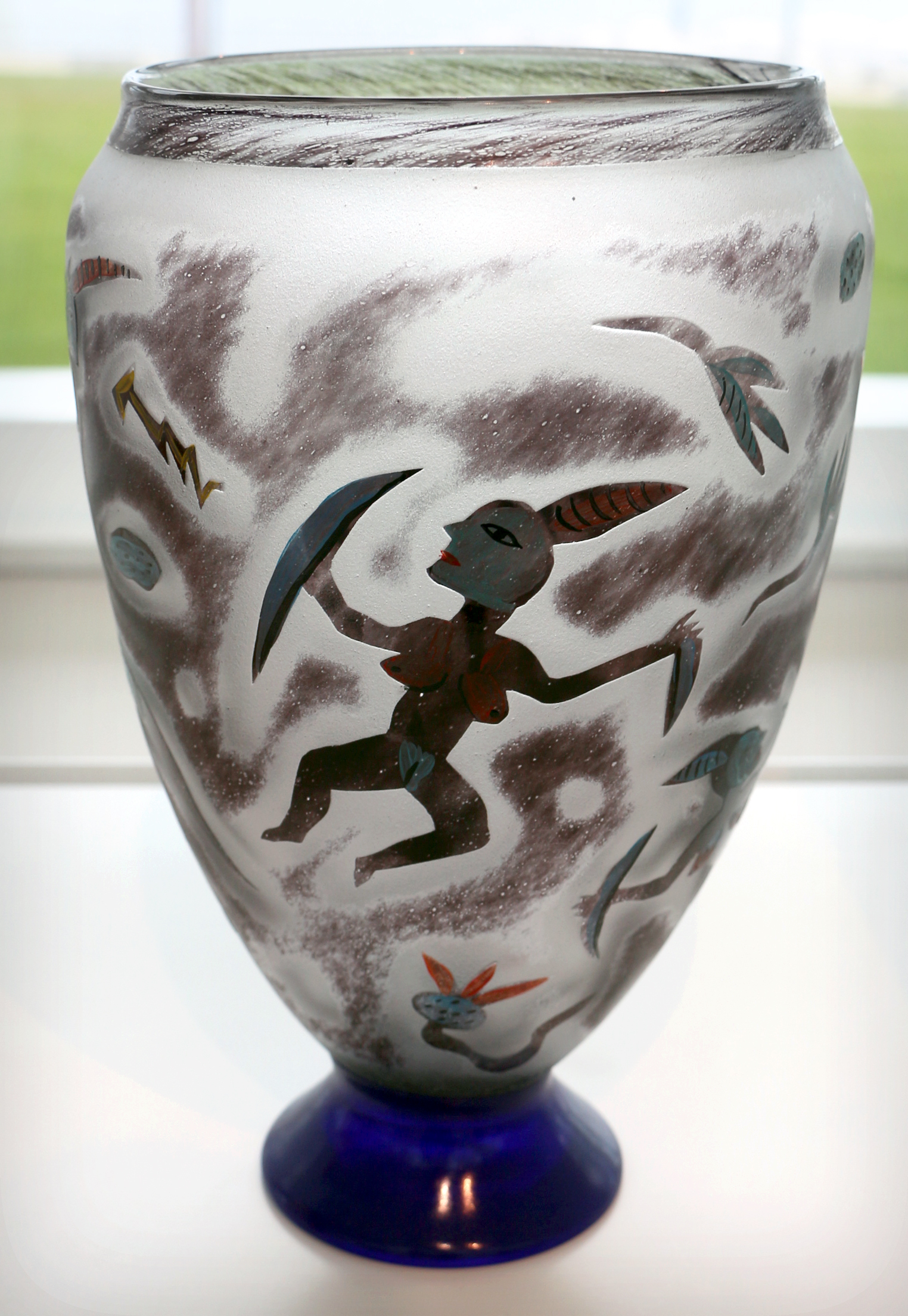
Spirits Vase, 1986

I den gemensamma keramikverkstaden i Åfors experimenterade Hydman Vallien med nya former influerade av mexikansk keramik. Hon är mest känd för sina glas- och akrylmålningar, men hon producerade även keramik, akvareller och textilier. Hon började som keramiker men blev mest framgångsrik och populär som glasformgivare.

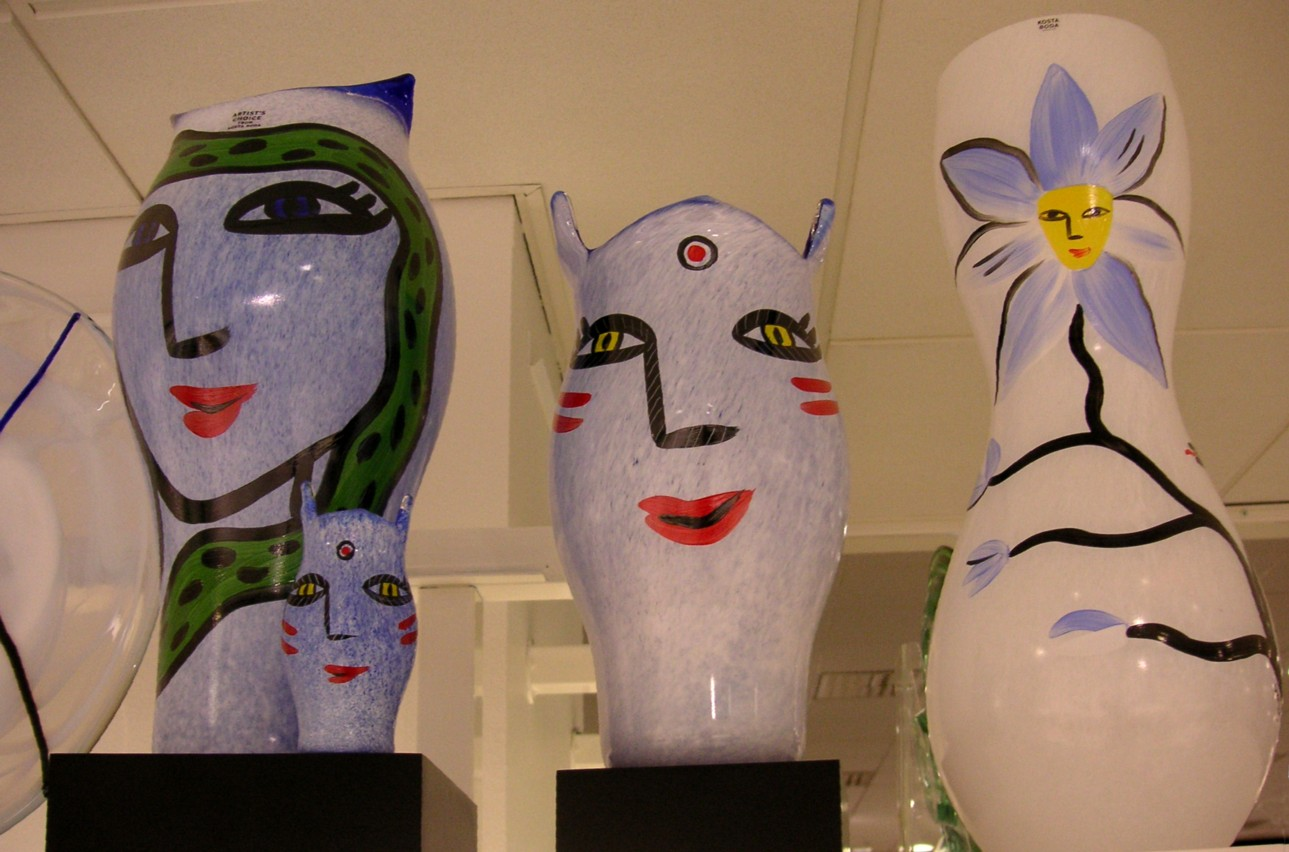
Ulrica Hydman Valliens typiska vaser.

Hydman Vallien debuterade 1972 som glaskonstnär. I protest mot en konservativ bransch bestämde hon sig för att debutera med "Råttskålen". Den var tänkt att passa som exklusiv gåva, men hon dekorerade glasskålen med stora svarta råttor och skålen sattes aldrig i produktion.
Hon är en av de 50 konstnärer som har utsmyckat British Airways flygflotta, bland annat flygplansstjärtar, servetter, porslin, biljetter och brevpapper. Tillsammans med Barbro Lindström ställde hon ut på Konsthantverkarna i Stockholm och tillsammans med sin man ställde hon ut ett flertal gånger. Hon medverkade i ett flertal konsthantverksutställningar i Sverige och utomlands samt deltog i Nationalmuseums utställning Unga tecknare 1964–1966. Separat ställde hon bland annat ut på Galleri Kamras på Borgholm 1992.
Hydman Vallien finns representerad vid Nationalmuseum i Stockholm, Moderna Museet, Kalmar Konstmuseum, Göteborgs konstmuseum., Röhsska museet, Malmö konstmuseum, Norrköpings konstmuseum, Sundsvalls museum, Kulturen, Smålands museum – Sveriges glasmuseum i Växjö, Hallands kulturhistoriska museum, Eskilstuna konstmuseum och Borås konstmuseum samt Victoria and Albert Museum i London.
Hydman Vallien utkom 2004 den självbiografiska boken Ulrica Hydman-Vallien.
Hon och maken Bertil Vallien har varsin permanent utställning på VIDA Museum & Konsthall på Öland sedan 2001.

### Privatliv
Hon var dotter till fabrikören Stig Johan Hydman och Margit Billberg-Johansson samt gift med konstnären Bertil Vallien som hon hade tre barn med, varav ett omkom som barn. Hon var bosatt i Åfors i Småland och avled 2018. Hon är gravsatt i Österåker i Roslagen.
År 2020 sände SVT dokumentären Ulrica – en paradisattack om hennes liv och gärning.